# حبیب‌بیگ سلیم‌اف
حبیب‌بیگ سلیم‌اف (ترکی آذربایجانی: Həbib bəy Səlimov Hacı Yusif oğlu; ۸ فوریهٔ ۱۸۸۱ – ۳۰ دسامبر ۱۹۲۰) سیاست‌مدار و فرمانده نظامی اهل آذربایجان شوروی بود.